# Barbara Pym
Barbara Mary Crampton Pym (* 2. Juni 1913 in Oswestry, Shropshire; † 11. Januar 1980 in Oxford) war eine britische Schriftstellerin. Sie ist am bekanntesten für ihren Sittenroman Vortreffliche Frauen, der im Jahre 1952 erschien. 2015 wählten 82 internationale Literaturkritiker und -wissenschaftler den Roman zu einem der bedeutendsten britischen Romane.

## Leben
Barbara Pym war die älteste Tochter des Anwalts Frederick Crampton Pym und seiner Ehefrau Irena Spenser Thomas. Sie studierte englische Literatur am St Hilda’s College der Universität Oxford. Dort lernte sie auch Robert Liddell kennen, mit dem sie eine wechselvolle Freundschaft verband. Nach ihrem Studium lebte sie überwiegend im elterlichen Heim, ein in 1938 begonnener Aufenthalt bei einer Familie in Kattowitz, Polen, wo sie Englisch unterrichten sollte, wurde wegen der politischen Entwicklungen frühzeitig abgebrochen.
Nach Ausbruch des Zweiten Weltkrieges arbeitete sie zunächst ehrenamtlich in Oswestry, wurde dann im Oktober 1941 von der Zensurbehörde in Bristol eingestellt und von 1943 bis 1946 diente sie als „Wren“ im Women’s Royal Naval Service (WRNS). Im Rahmen dieser Tätigkeit wurde sie 1944 nach Neapel versetzt, wo sie bis zum Ende des Krieges blieb. Nach dem Krieg nahm sie eine Stelle am International African Institute in London an, die sie bis 1974 innehatte.
1950 wurde – nach einigen Umarbeitungen – ihr erster Roman Some Tame Gazelle veröffentlicht, den sie bereits als Zweiundzwanzigjährige geschrieben hatte. Bis 1961 erschienen weitere fünf Romane von ihr, die von der Literaturkritik positiv aufgenommen und eine treue Leserschaft hatten. Ihre unaufgeregten Themen und ihre täuschend milde Ironie schien jedoch nicht mehr in die Zeit zu passen und für An Unsuitable Attachment (geschrieben 1963) fand sich kein Verleger mehr, da man befürchtete, für diese Art von Romanen keine Leserschaft mehr gewinnen zu können. Es folgte eine lange Phase, in der Selbstzweifel, Resignation und die Überlegung, nur noch für einige gute Freunde schreiben zu wollen, einander ablösten. 1971 schließlich wurde bei ihr Brustkrebs diagnostiziert und zunächst erfolgreich operiert
Doch 1977 wendete sich das Blatt. Im Januar hatte Times Literary Supplement wichtigen Persönlichkeiten aus dem Literaturbetrieb die Frage nach dem am meisten unterschätzten Schriftsteller des Jahrhunderts gestellt. Ihr Name wurde als einziger zweimal genannt, und zwar von Philip Larkin und Lord David Cecil. Damit wurde sie schlagartig bekannt. Ihr Roman Quartet in Autumn wurde noch im selben Jahr vom Verlag Macmillan veröffentlicht und dann für den Booker Prize nominiert. In ihren letzten drei Lebensjahren konnte Barbara Pym noch viele der Ehren genießen, die mit erfolgreicher Autorenschaft einhergehen: Ihre Romane wurden sowohl in Großbritannien und Amerika wieder aufgelegt, sie wurde wiederholt für Zeitungsartikel und Radiobeiträge interviewt. Die BBC widmete ihr mit der Fernsehsendung Tea with Miss Pym ein charmantes Porträt, das ihr Leben in ihrem Häuschen in Finstock nahe Oxford zeigte, wo sie seit ihrer Pensionierung mit ihrer Schwester und ihren Katzen lebte. 1979 wurde sie zum Mitglied der Royal Society of Literature ernannt.
1979 brach die Krebserkrankung erneut aus und sprach nicht auf Behandlungen an. Betreut von ihrer jüngeren Schwester beendete sie noch ihren letzten Roman, aber lebte nicht mehr lang genug, um die Korrekturfahnen zu lesen. Sie starb am 11. Januar 1980 im Churchill Hospital in Oxford und wurde auf dem Friedhof von Holy Trinity, Einstock begraben.

## Einordnung
In einer Besprechung ihres letzten Romanes fragte sich der britische Literaturkritiker und Romanautor A. N. Wilson, warum Barbara Pyms Romane selbst Jahrzehnte nach ihrer Veröffentlichung immer noch lesenswert seien, während dem Leser so viele Werke anderer Autoren bereits überholt oder unrealistisch erschienen, obwohl sie jüngeren Datums oder literarisch wagemutiger seien. Philip Larkin schrieb in Beantwortung dieser Frage, dass die Zeitlosigkeit ihrer Werke nicht nur auf Barbara Pyms scharfer Beobachtungsgabe und ihrem wachen Sinn für die Lächerlichkeiten des Lebens beruhe. Pym sei sich auch der Schmerzhaftigkeit der kleinen alltäglichen Herausforderungen bewusst gewesen und dem Mut, den es fordere, sich diesen jeden Tag zu stellen.

## Werke
- Some Tame Gazelle (1950)
- Excellent Women (1952); dt.: Vortreffliche Frauen
- Jane and Prudence (1953)
- Less than Angels (1955)
- A Glass of Blessings (1958)
- No Fond Return Of Love (1961); dt.: In feiner Gesellschaft, 2020, ISBN 978-3-83-218131-4
- Quartet in Autumn (1977); dt.: Quartett im Herbst, Piper 1991 und DuMont 2021
- The Sweet Dove Died (1978)
- A Few Green Leaves (1980)
- Crampton Hodnet (vollendet 1940, veröffentlicht 1985)
- An Unsuitable Attachment (geschrieben 1963; veröffentlicht postum 1982)
- An Academic Question (geschrieben 1970–72; veröffentlicht 1986)

## Einzelbelege
1. ↑  Alexander McCall Smith: Very Barbara Pym, The Guardian, 5. April 2008, aufgerufen am 5. März 2016
2. ↑  The best British novel of all times – have international critics found it? The Guardian, aufgerufen am 5. März 2016
3. 1 2 3  Larkin: Pym, Barbara Mary Crampton in John Sutherland (Hg.): Literary Lives – Intimate Biographies of the Famous by the Famous. S. 276.
4. 1 2 3  Larkin: Pym, Barbara Mary Crampton in John Sutherland (Hg.): Literary Lives – Intimate Biographies of the Famous by the Famous. S. 277.
5. 1 2    Larkin: Pym, Barbara Mary Crampton in John Sutherland (Hg.): Literary Lives – Intimate Biographies of the Famous by the Famous. S. 278.

| Personendaten    | Personendaten                                   |
| ---------------- | ----------------------------------------------- |
| NAME             | Pym, Barbara                                    |
| ALTERNATIVNAMEN  | Pym, Barbara Mary Crampton (vollständiger Name) |
| KURZBESCHREIBUNG | britische Schriftstellerin                      |
| GEBURTSDATUM     | 2. Juni 1913                                    |
| GEBURTSORT       | Oswestry, Shropshire                            |
| STERBEDATUM      | 11. Januar 1980                                 |
| STERBEORT        | Oxford                                          |